# 2579 Spartacus
2579 Spartacus (1977 PA2) là một tiểu hành tinh vành đai chính được phát hiện ngày 14 tháng 8 năm 1977 bởi N. Chernykh ở Nauchnyj.